# Список фільмів про динозаврів
Список фільмів, a також мультфільмів і документальних фільмів, в яких динозаври відіграють важливу роль.

## Фільми

### 1910—1919

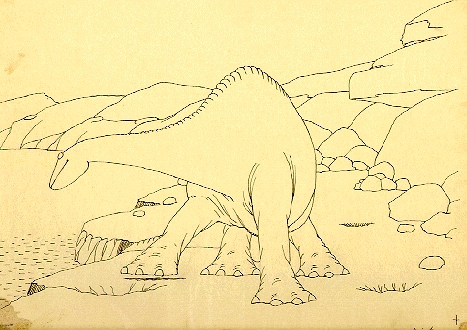
Кадр з фільму «Динозавр Герті»

- Динозавр Герті / Gertie the Dinosaur (США, 1914, режисер: Уінзор МакКей)
- Сила / Brute Force (США, 1914, режисер: Девід Уорк Гріффіт)
- Динозавр і відсутня ланка: Доісторична трагедія / Інші назви: «The Dinosaur and the Missing Link — A Prehistoric Tragedy», «The Dinosaur and the Baboon» (США, 1915, режисер: Вілліс О'Браєн)
- Народження тачки (США, 1917, режисер: Вілліс О'Браєн)
- Курйозні вихованці неандертальців / Curious Pets of Our Ancestors (США, 1917, режисер: Вілліс О'Браєн)
- Доісторичний птах (США, 1917, режисер: Вілліс О'Браєн)
- 10000 років до н.е. / 10,000 Years B.C. (США, 1917, режисер: Вілліс О'Браєн)
- Привид Сонної Гори / The Ghost of Slumber Mountain (США, 1918, режисер: Вілліс О'Браєн)

### 1920—1929

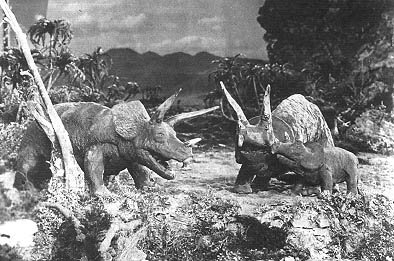
Кадр из фільму «Загублений світ»

- Along the Moonbeam Trail / Along the Moonbeam Trail (США, 1920, режисер: Герберт М. Доулі)
- Pathé Review: Monsters of the Past / Pathé Review: Monsters of the Past (США, 1920)
- Три епохи / Three Ages (США, 1923, режисер: Бастер Кітон, Едвард Ф. Клайн)
- Загублений світ / The Lost World (США, 1925, режисер: Гаррі О. Хойт, Вілліс О'Браєн)
- Fig Leaves / Fig Leaves (США, 1926, режисер: Говард Хоукс)

### 1930—1939

Кадр з фільму «Кінг-Конг»

- Creation / Creation (США, 1931, режисер: Вілліс О'Браєн, Гаррі О. Хойт)
- Кінг-Конг / King Kong (США, 1933, режисер: Меріан К. Купер, Ернест Б. Шодсак)
- Син Конга / The Son of Kong (США, 1933, режисер: Ернест Б. Шодсак)

### 1940—1949
- Мільйон років до нашої ери / One Million B.C. (США, 1940, режисер: Гел Роуч, Гел Роуч мол.)
- Незвіданий острів / Unknown Island (США, 1948, режисер: Джек Бернхард)

### 1950—1959
- Lost Continent / Lost Continent (США, 1951, режисер: Сем Ньюфілд)
- Two Lost Worlds / Two Lost Worlds (США, 1951, режисер: Норман Доун)
- Untamed Women / Untamed Women (США, 1952, режисер: В. Мерл Коннелл)
- Робот-монстр / Robot Monster (США, 1953, режисер: Філ Такер)
- Монстр з глибини 20000 морських сажнів / The Beast from 20,000 Fathoms (США, 1953, режисер: Ежен Лур'є)
- Ґодзілла / ゴジラ (Godjira або Gojira) (Японія, 1954, режисер: Ісіро Хонда)
- King Dinosaur / King Dinosaur (США, 1955, режисер: Берт А. Гордон)
- Подорож до початку часів / Cesta do praveku (Чехословаччина, 1955, режисер: Карел Земан, Фред Ледд)
- Ґодзілла знову нападає / Gojira no Gyakushū (Японія, 1955 режисер: Мотойосі Ода)
- The Animal World / The Animal World (США, 1956, режисер: Ірвін Аллен)
- The Beast of Hollow Mountain / The Beast of Hollow Mountain (США, Мексика, 1956, режисер: Edward Nassour, Ізмаель Родрігез)
- Невідома земля / The Land Unknown (США, 1957, режисер: Вірджіл В. Фогель)
- Великий монстр Варан / Daikaiju Baran (Японія, 1958, режисер: Ісіро Хонда, Джеррі A. Баервіц)
- Бегемот — морський монстр / Behemoth the Sea Monster (США, Велика Британія, 1959, режисер: Дуглас Гікокс, Ежен Лур'є)
- Подорож до центру землі / Journey to the Center of the Earth (США, 1959, режисер: Генрі Левін)

### 1960—1969
- Dinosaurus! / Dinosaurus! (США, 1960, режисер: Ірвін С. Йоворт (молодший))
- Загублений світ / The Lost World (США, 1960, режисер: Ірвін Аллен)
- Горго / Gorgo (Велика Британія, 1961, режисер: Ежен Лур'є)
- Кінг-Конг проти Ґодзілли / Kingu Kongu Tai Gojira (Японія, 1962, режисер: Ісіро Хонда)
- Планета бур (СССР, 1962, режисер: Павел Клушанцев)
- Мотра проти Ґодзілли / Mosura Tai Gojira (Японія, 1964, режисер: Ісіро Хонда)
- Aventura al centro de la tierra / Aventura al centro de la tierra (Мексика, 1965, режисер: Альфредо Б. Кревенна)
- Франкенштейн проти Барагона / Furankenshutain Tai Chitei Kaijū Baragon (Японія, 1965, режисер: Ісіро Хонда)
- Подорож на доісторичну планету / Voyage to the Prehistoric Planet (США, 1965, режисер: Кертіс Гаррінгтон)
- Мільйон років до нашої ери / One Million Years B.C. (Велика Британія, 1966, режисер: Дон Чеффі)
- Island of the Dinosaurs / La Isla de los dinosaurios (Мексика, 1967, режисер: Рафаель Портільо)
- Монстр Йонггарі / Taekoesu Yonggary (Японія, Південна Корея, 1967, режисер: Кі-дук Кім)
- Втеча Кінг-Конга / Kingu Kongu no Gyakushū (Японія, 1967, режисер: Ісіро Хонда)
- Долина Гвангі / The Valley of Gwangi (США, 1969, режисер: Джим О'Коннолі)
- The Mighty Gorga / The Mighty Gorga (США, 1969, режисер: Девід Л. Г'юітт)

### 1970—1979
- Коли землею правили динозаври / When Dinosaurs Ruled the Earth (Велика Британія, 1970, режисер: Вел Гест)
- Земля, забута часом / The Land That Time Forgot (США, Велика Британія, 1975, режисер: Кевін Коннор)
- Терор Мехаґодзілли / Mekagojira no gyakushū (Японія, 1975, режисер: Ісіро Хонда)
- Неймовірна подорож до центру землі / At the Earth's Core (Велика Британія, 1976, режисер: Кевін Коннор)
- Подорож до центру землі / Viaje al centro de la Tierra (Іспанія, 1976, режисер: Хуан Піке Симон)
- Капрона-парк / The People That Time Forgot (Велика Британія, 1977, режисер: Кевін Коннор)
- Легенда про динозавра / Kyôryuu: Kaichô no densetsu (Японія, 1977, режисер: Джунджі Курата)
- Останній динозавр / The Last Dinosaur (США, Японія, 1977, режисер: Олександр Грассхофф, Шусеї Котані)
- Монстер озера Крейтер / The Crater Lake Monster (США, 1977, режисер: Вільям Р. Стромберг)
- Вожді Атлантиди / Warlords of Atlantis (Велика Британія, 1978, режисер: Кевін Коннор)
- Планета динозаврів / Planet of Dinosaurs (США, 1978, режисер: Джеймс К. Ші)

### 1980—1989
- Таємниця острова монстрів / Misterio en la isla de los monstruos (США, Іспанія, 1981, режисер: Хуан Піке Сімон)
- Печерна людина / Caveman (США, 1981, режисер: Карл Готтліб)
- Йор, мисливець майбутнього / Il mondo di Yor (Франція, Італія, Туреччина, 1983, режисер: Антоніо Маргеріті)
- Динозавр: Таємниця загубленого світу / Baby: Secret of the Lost Legend (США, 1985, режисер: Білл Л. Нортон)
- Підземелля відьом (СССР, Чехословаччина, 1989, режисер: Юрій Мороз)

### 1990—1999
- Дикунка-німфоманка в пеклі динозаврів / A Nymphoid Barbarian in Dinosaur Hell (США, 1990, режисер: Бретт Пайпер)
- Загублений світ / The Lost World (Велика Британія, Італія, 1992, режисер: Тімоті Бонд)
- Повернення у загублений світ / Return To The Lost World (Велика Британія, Італія, 1992, режисер: Тімоті Бонд)
- Пригоди в місті динозаврів / Adventures in Dinosaur City (США, 1992, режисер: Бретт Томпсон)
- Доістерія / Prehysteria! (США, 1993, режисер: Альберт Бенд, Чарльз Бенд)
- Карнозавр / Carnosaur (США, 1993, режисер: Адам Саймон)
- Супербрати Маріо / Super Mario Bros. (США, Велика Британія, 1993, режисер: Аннабел Дженкел, Роккі Мортон)
- Парк Юрського періоду (фільм) / Jurassic Park (США, 1993, режисер: Стівен Спілберг)
- Подорож до центру землі / Journey To The Center Of The Earth (США, 1993, режисер: Вільям Діар)
- Острів динозаврів / Dinosaur Island (США, 1994, режисер: Фред Олен Рей, Джим Уайнорскі)
- Таммі і динозавр / Tammy and the T-Rex (США, 1994, режисер: Стюарт Реффил)
- Флінтстоуни / The Flintstones (США, 1994, режисер: Брайан Левант)
- Теодор Рекс / Theodore Rex (США, 1995, режисер: Jonathan R. Betuel)
- Карнозавр 2 / Carnosaur 2 (США, 1995, режисер: Луїс Морно)
- Експеримент «Карнозавр 3» / Carnosaur 3: Primal Species (США, 1996, режисер: Джонатан Уінфрі)
- Загублений світ: Парк юрського періоду 2 / The Lost World: Jurassic Park (США, 1997, режисер: Стівен Спілберг)
- Загублений світ / The Lost World (США, 1998, режисер: Джек Флетчер)
- Мотра-3 / Mosura Surī Kingu Gidora Raishū (Японія, 1998, режисер: Окехена Яонеда)
- Неймовірні пригоди динозаврика Барні / Barney's Great Adventure (США, 1998, режисер: Стів Гомер)
- Примітивний рай / Beach Babes 2: Cave Girl Island (США, 1998, режисер: Девід ДеКото)
- Т-Рекс: Зникнення динозаврів / T-Rex: Back to the Cretaceous (США, 1998, режисер: Бретт Леонард)
- Подорож до центру землі / Journey to the Center of the Earth (США, 1999, режисер: Джордж Міллер)
- Йонггарі 2001 / 2001 Yonggary (Південна Корея, 1999, режисер: Хен Ре Сім)

### 2000—2009
- Флінтстоуни в Віва Рок-Вегасі / The Flintstones in Viva Rock Vegas (США, 2000, режисер: Брайан Левант)
- Загублений світ / The Lost World (Німеччина, США, Велика Британія, 2001, режисер: Стюарт Орм)
- Парк юрського періоду III / Jurassic Park III (США, 2001, режисер: Джо Джонстон)
- Раптор / Raptor (США, 2001, режисер: Джим Уайнорскі)
- Динокрок (фільм) / Dinocroc (США, 2004, режисер: Кевін О'Нейлл)
- Острів раптора / Raptor Island (США, 2004, режисер: Стенлі Ісаак)
- Ящер / Anonymous Rex (США, 2004, режисер: Джуліан Джаррольд)
- Дівчата в бікіні на планеті динозаврів / Bikini Girls on Dinosaur Planet (США, 2005, режисер: William Hellfire)
- Динозавр Мі-ші: Господар озера / Mee-Shee: The Water Giant (Німеччина, Велика Британія, 2005, режисер: Джон Хендерсон)
- Звук грому / A Sound of Thunder (Німеччина, США, Велика Британія, Чехія, 2005, режисер: Пітер Хайамс)
- Кінг-Конг / King Kong (США, Нова Зеландія, Німеччина, 2005, режисер: Пітер Джексон)
- Король загубленого світу / King of the Lost World (США, 2005, режисер: Лі Скотт)
- Птеродактиль / Pterodactyl (США, 2005, режисер: Марк Л. Лестер)
- Ніч в музеї / Night at the Museum (США, Велика Британія, 2006, режисер: Шон Леві)
- Формула раю / The Eden Formula (США, 2006, режисер: Джон Карл Бюхлер)
- Мій домашній динозавр / Water Horse: Legend of the Deep, 2007, режисер: Джей Расселл)
- Планета динозаврів / Planet Raptor (США, 2007, режисер: Гарі Джонс)
- Тиранозавр ацтеків / Tyrannosaurus Azteca (США, 2007, режисер: Брайан Тренчард-Сміт)
- Жахи Лох-Несса / Beyond Loch Ness (Канада, 2007, режисер: Пол Зіллер)
- 100 000 000 років до нашої ери / 100 Million BC (США, 2008, режисер: Гріфф Ферст)
- Птахи війни / Warbirds (США, 2008, режисер: Кевін Жендро)
- Подорож до центру землі / Journey to the Center of the Earth 3D (США, 2008, режисер: Ерік Бревіг)
- Загублений світ / Land of the Lost (США, 2009, режисер: Бред Сілберлінг)
- Земля, забута часом / The Land That Time Forgot (США, 2009, режисер: С. Томас Хауелл)
- Ніч у музеї 2 / Night at the Museum: Battle of the Smithsonian (США, Канада, 2009, режисер: Шон Леві)
- Raptor Ranch / Raptor Ranch (США, 2009, режисер: Ден Бішоп)

## Телесеріали
- Urmel aus dem Eis / Urmel aus dem Eis (Німеччина, 1969, режисер: Харольд Шефер)
- Земля зниклих / Land of the Lost (США, 1974—1976, режисер: Боб Леллі, Гордон Уайлз, Денніс Стейнметц)
- Сім'я динозаврів / Dinosaurs (США, 1991—1994, режисер: Брюс Білсон)
- Земля зниклих / Land of the Lost (США, 1991—1992, режисер: Джон Карл Бюхлер, Френк Де Пальма)
- Острів Ґодзілли / Gojira Airando (Японія, 1998, режисер: Shun Mizutani)
- Загублений світ / The Lost World (Канада, Австралія, Нова Зеландія, 1999—2002, режисер: Колін Баддс, Катрін Міллар)
- Динотопія / Dinotopia (Німеччина, США, Велика Британія, 2002, режисер: Марко Брамбилла)
- Портал юрського періоду / Primeval (Велика Британія, 2007—2009, режисер: Джеймі Пейн)
- Земля після резонансу / The Land After The Resonance (2009—2010, режисер: Дон Блат)

## Мультфільми
| Назва | Країна              | Рік  | Тип                  | Примітки                |
| --- | ------------------- | ---- | -------------------- | ----------------------- |
| Adam Raises Cain                                                                                                | США                 | 1920 |                      |                         |
| 50 Million Years Ago                                                                                            | США                 | 1925 | Стоп-моушен анімація |                         |
| The Arctic Giant                                                                                                | США                 | 1942 | 2D-анімація          |                         |
| Doraemon: Nobita's Dinosaur                                                                                     | Японія              | 1980 | 2D-анімація          |                         |
| Земля первісних часів (оріг. The Land Before Time)                                                              | США Ірландія        | 1988 | 2D-анімація          |                         |
| Ми повернулися! Історія динозаврів (оріг. We're Back! A Dinosaur's Story)                                       | США Велика Британія | 1993 | 2D-анімація          |                         |
| Земля первісних часів 2: Пригоди у Великій долині (оріг. The Land Before Time II: The Great Valley Adventure)   | США                 | 1994 | 2D-анімація          |                         |
| Земля первісних часів 3: Пора великих дарів (оріг. The Land Before Time III: The Time of the Great Giving)      | США                 | 1995 | 2D-анімація          |                         |
| Земля первісних часів 4: Подорож у тумані (оріг. The Land Before Time IV: Journey Through the Mists)            | США                 | 1996 | 2D-анімація          |                         |
| Земля первісних часів 5: Таємничий острів (оріг. The Land Before Time V: The Mysterious Island)                 | США                 | 1997 | 2D-анімація          |                         |
| Земля первісних часів 6: Таємниця Скелі Завра (оріг. The Land Before Time VI: The Secret of Saurus Rock)        | США                 | 1998 | 2D-анімація          |                         |
| Динозавр (оріг. Dinosaur)                                                                                       | США                 | 2000 | CGI-анімація         |                         |
| Земля первісних часів 7: Камінь холодного вогню (оріг. The Land Before Time VII: The Stone of Cold Fire)        | США                 | 2000 | 2D-анімація          |                         |
| Земля первісних часів 8: Велика холоднеча (оріг. The Land Before Time VIII: The Big Freeze)                     | США                 | 2001 | 2D-анімація          |                         |
| Земля первісних часів 9: Подорож до великої води (оріг. The Land Before Time IX: Journey to Big Water)          | США                 | 2002 | 2D-анімація          |                         |
| Острів динозаврів (оріг. Dinosaur Island)                                                                       | США                 | 2002 | 2D-анімація          |                         |
| Земля первісних часів 10: Великий похід (оріг. The Land Before Time X: The Great Longneck Migration)            | США                 | 2003 | 2D-анімація          |                         |
| Земля первісних часів 11: Вторгнення Крихтозаврів (оріг. The Land Before Time XI: Invasion of the Tinysauruses) | США                 | 2005 | 2D-анімація          |                         |
| Dinotopia: Quest for the Ruby Sunstone                                                                          | США                 | 2005 | 2D-анімація          |                         |
| Doraemon: Nobita's Dinosaur 2006                                                                                | Японія              | 2006 | 2D-анімація          | ремейк фільму 1980 року |
| Земля первісних часів 12: День літунів (оріг. The Land Before Time XII: The Great Day of the Flyers)            | США                 | 2006 | 2D-анімація          |                         |
| Земля первісних часів 13: Мудрість друзів (оріг. The Land Before Time XIII: The Wisdom of Friends)              | США                 | 2007 | 2D-анімація          |                         |
| Льодовиковий період 3: Ера динозаврів (оріг. Ice Age: Dawn Of The Dinosaurs)                                    | США                 | 2009 | CGI-анімація         |                         |
| Скубі-Ду! Легенда про Фантозавра (оріг. Scooby-Doo! Legend of the Phantosaur)                                   | США                 | 2011 | 2D-анімація          |                         |
| Діномама (оріг. Dino Time або Back to the Jurassic)                                                             | Південна Корея      | 2012 | CGI-анімація         |                         |
| Speckles: The Tarbosaurus                                                                                       | Південна Корея      | 2012 | CGI-анімація         |                         |
| Добрий динозавр (оріг. The Good Dinosaur)                                                                       | США                 | 2013 | CGI-анімація         |                         |
| Земля первісних часів 14: Подорож хоробрих (оріг. The Land Before Time XIV: Journey of the Brave)               | США                 | 2016 | 2D-анімація          |                         |
| Dino King 3D: Journey to Fire Mountain                                                                          | Південна Корея КНР  | 2018 | CGI-анімація         | [ 1 ]                   |
| Doraemon: Nobita's New Dinosaur                                                                                 | Японія              | 2020 | 2D-анімація          |                         |
| Льодовиковий період: Пригоди Бака (оріг. The Ice Age Adventures of Buck Wild)                                   | Канада США          | 2022 | CGI-анімація         |                         |
| Пончари. Глобальне заокруглення (оріг. Extinct)                                                                 | Канада США КНР      | 2021 | CGI-анімація         |                         |
| Crayon Shin-chan the Movie: Our Dinosaur Diary                                                                  | Японія              | 2024 | 2D-анімація          |                         |

## Мультсеріали
- Флінтстоуни / The Flintstones (США, 1959—1966, режисер: Вільям Ганна, Джозеф Барбера, 166 серій)
- Dino Boy in the Lost Valley / Dino Boy in the Lost Valley (США, 1966, 20 серій)
- Подорож до центру землі / Journey to the Center of the Earth (США, 1967—1969, 17 серій)
- Valley of the Dinosaurs / Valley of the Dinosaurs (США, 1974, 16 серій)
- Жила-була… людина / Il était une fois l'homme (Франція, 1978) — динозаври тільки в першій серії.
- Ґодзілла / Godzilla Power Hour (Японія, США, 1981, 13 серій)
- Диплодоки / Diplodo (США, Франція, Японія, 1987, 24 серії)
- Dinosaucers / Dinosaucers (США, 1987, 65 серій)
- Денвер, останній динозавр / Denver, the Last Dinosaur (США, 1988, 52 серії)
- Наїзники динозаврів / Dino-Riders (США, Канада, 1988, 14 серій)
- Динозаврик Дінк / Dink, the Little Dinosaur (США, 1989—1990, 26 серій)
- Пригоди команди Рекс / The Adventures of T-Rex (США, Японія, 1992—1993, 52 серії)
- Cadillacs and Dinosaurs / Cadillacs and Dinosaurs (1993, 13 серій)
- Рай для динозаврика Мука-Мука / ムカムカパラダイス (Muka Muka's Paradise) (Японія, 1993—1994, 51 серія)
- Gogs / Gogs (Велика Британія, 1994, 13 серій)
- Динозаврики-малюки / Dino Babies (Ірландія, 1994—1996, 52 серії)
- Жили-були Нессі. Таємниця одного озера  / Happy Ness — The Secret of the Loch (Франція, Швейцарія, Канада, 1995, 13 серій)
- Kyouryuu Bouken Jura Tripper / Kyouryuu Bouken Jura Tripper (Японія, 1995—1996, 39 серій)
- Extreme Dinosaurs / Extreme Dinosaurs (США, 1997, 52 серії)
- Ґодзілла / Godzilla: The Series (США, 1997, 40 серій) — в одній із серій присутній гігантський пернатий динозавр, в інших серіях присутні інші доісторичні рептилії — мозазаври і плезіозаври, а також великі динозавроподібні ящери, броненосці і черепахи
- Малюки Юрського періоду / I Saurini (Італія, 2007, 26 серій)
- Земля до початку часів / The Land Before Time (США, 2007, 26 серій)
- Harry and His Bucket Full of Dinosaurs / Harry and His Bucket Full of Dinosaurs (Канада, Велика Британія, 2005—2008, 52 серії)

## Короткометражні мультфільми
- Daffy Duck and the Dinosaur / Daffy Duck and the Dinosaur (США, 1939, режисер: Чак Джонс)
- The Arctic Giant / Superman: The Arctic Giant (США, 1942, режисер: Дейв Фляйшер, Willard Bowsky)
- Caveman Inki / Caveman Inki (США, 1950, режисер: Чак Джонс)
- Dinosaur / Dinosaur (США, 1980, режисер: Уілл Уінтон)
- Dino-Riders in the Ice Age / Dino-Riders in the Ice Age (США, 1989, режисер: Стівен Хан)
- Death of the Dinosaurs / Death of the Dinosaurs (Велика Британія, 2006, режисер: Лейлані Холмс)

## Документальні фільми
| Назва                          | Країна                  | Рік  | Режисер(и)                   | Коментарі/Примітки                                                                                               |
| ------------------------------ | ----------------------- | ---- | ---------------------------- | --- |
| The Animal World               | США                     | 1956 | Ірвін Аллен                  | для відтворення викопного життя використовувався стоп-моушен                                                     |
| Dinosaur!                      | США                     | 1985 | Роберт Ґенетт                | [ 2 ] |
| The Ballad of Big Al           | США                     | 2000 | Кейт Бартлет                 | спешл у серіалі «Прогулянки з динозаврами» про алозавра, сьогодні відомого за зразком на прізвисько «Великий Ал» |
| Valley of the T. rex           | США                     | 2001 | Рубен Ааронсон               | про палеонтолога Джека Горнера та роботу його команди у формації Гелл-Крік                                       |
| When Dinosaurs Roamed America  | США                     | 2001 | П'єр де Леспінуа             | [ 3 ] |
| Dinosaurs Alive!               | США                     | 2007 | Девід Кларк, Бейлі Сіллек    | |
| Dinosaurs: Giants of Patagonia | Канада                  | 2007 | Марк Фафард                  | про палеонтолога Родольфо Коріа та його роботу                                                                   |
| Sea Rex                        | Велика Британія Франція | 2010 | Ронан Шапален, Паскаль Вуонг | |
| Last Day of the Dinosaurs      | США Канада              | 2010 | Річард Дейл                  | |
| Dinosaur Wars                  | США                     | 2011 | Марк Девіс                   | описує суперництво між Едвардом Копом та О. Ч. Маршем                                                            |
| Dinosaur 13                    | США                     | 2014 | Тодд Дуглас Міллер           | [ 6 ] |
| T. Rex Autopsy                 | США                     | 2015 | Річард Дейл                  | базується на зразку тиранозавра на прізвисько «Сью»                                                              |

| Назва                                                            | Країна                 | Роки      | Епіз. | Оповідач(і)                                                           | Телеканал(и)                            | Коментарі/Примітки                         |
| ---------------------------------------------------------------- | ---------------------- | --------- | ----- | --------------------------------------------------------------------- | --------------------------------------- | ------------------------------------------ |
| Lost Worlds, Vanished Lives                                      | Велика Британія        | 1989      | 4     | Девід Аттенборо                                                       | BBC Two                                 |                                            |
| The Dinosaurs!                                                   | США                    | 1992      | 4     | Барбара Фелдон                                                        | PBS                                     |                                            |
| Paleoworld або Jurassica                                         | США                    | 1994—1999 | 49    | Бен Газзара (1 сезон), Нік Шацкі (2 і 3 сезони) Тед Мейнард (4 сезон) | TLC                                     |                                            |
| Прогулянки з динозаврами (оріг. Walking with Dinosaurs)          | Велика Британія        | 1999      | 6     | Кеннет Брана                                                          | BBC One                                 |                                            |
| Land of Giants / The Giant Claw                                  | Велика Британія        | 2002—2003 | 2     | Найджел Марвен                                                        | BBC, Discovery, ProSieben               |                                            |
| Dinosaur Planet                                                  | США                    | 2003      | 4     | Крістіан Слейтер                                                      | Discovery Channel                       | ведучий — палеонтолог Скотт Семпсон        |
| Prehistoric Park                                                 | Велика Британія        | 2006      | 6     | Девід Джейсон                                                         | ITV, Animal Planet, National Geographic |                                            |
| Jurassic Fight Club або Dinosaur Secrets                         | США                    | 2008      | 12    | Ерік Томпсон                                                          | History                                 |                                            |
| Clash of the Dinosaurs                                           | США                    | 2009      | 4     | Джейсон Гільдебрандт                                                  | Discovery                               |                                            |
| Planet Dinosaur                                                  | Велика Британія        | 2011      | 6     | Джон Герт                                                             | BBC One, BBC One HD, BBC HD             |                                            |
| Dinosaur Revolution                                              | США                    | 2011      | 4     | Рік Роблз                                                             | Discovery, Science                      |                                            |
| David Attenborough's Rise of Animals: Triumph of the Vertebrates | Велика Британія        | 2013      | 2     | Девід Аттенборо                                                       | BBC One                                 |                                            |
| Dinosaur Britain                                                 | Велика Британія        | 2015      | 2     | Еллі Гаррісон та Дін Ломакс                                           | ITV                                     |                                            |
| Amazing Dinoworld                                                | Японія Велика Британія | 2019      | 4     | Сальваторе Веккіо                                                     | Curiosity Stream                        |                                            |
| Доісторична планета (оріг. Prehistoric Planet)                   | США Велика Британія    | 2022—2023 | 10    | Девід Аттенборо                                                       | Apple TV+                               |                                            |
| Життя на нашій планеті (оріг. Life on Our Planet)                | США                    | 2023      | 8     | Морган Фрімен                                                         | Netflix                                 |                                            |
| Прогулянки з динозаврами (оріг. Walking with Dinosaurs)          | Велика Британія        | 2025      | 6     | Берті Карвел                                                          | BBC One                                 | ремейк оригінального телесеріалу 1999 року |